# 29818 Aryosorayya
A 29818 Aryosorayya (ideiglenes jelöléssel (29818) 1999 CM117) a Naprendszer kisbolygóövében található aszteroida. A LINEAR projekt keretében fedezték fel 1999. február 12-én.